# Dyskografia Sławy Przybylskiej
Solowa dyskografia Sławy Przybylskiej obejmuje dwadzieścia albumów studyjnych, czternaście albumów kompilacyjnych, jedenaście minialbumów, szesnaście singli, trzynaście pocztówek dźwiękowych, oraz trzy płyty szelakowe.

## Albumy studyjne
| Rok  | Dane dot. albumu                                                                                            | Numer katalogowy                                 | Reedycja          |
| ---- | --- | ------------------------------------------------ | ----------------- |
| 1958 | Stare a niezapomniane piosenki - Wydawca: Polskie Nagrania, Pronit - Format: LP (10 cali), digital download | Muza L 0233 / Pronit L 0233                      | -                 |
| 1959 | Melodie o zmroku - Wydawca: Polskie Nagrania, Pronit - Format: LP (10 cali), digital download               | Muza L 0260 / Pronit L 0260                      | -                 |
| 1960 | Tylko dla zakochanych - Wydawca: Polskie Nagrania, Pronit - Format: LP (10 cali), digital download          | Muza L 0296 / Pronit L 0296                      | -                 |
| 1962 | Recital piosenek - Wydawca: Pronit - Format: LP (10 cali)                                                   | Pronit L 0387                                    | -                 |
| 1964 | Ballady i piosenki - Wydawca: Pronit - Format: LP (10 cali), digital download                               | Pronit L 0451                                    | -                 |
| 1965 | Ballady i piosenki (2) - Wydawca: Polskie Nagrania - Format: LP, CD, digital download                       | Muza XL 0273                                     | Muza PNCD 652     |
| 1966 | Ballady i piosenki (3) - Wydawca: Pronit - Format: LP, CD, digital download                                 | Pronit XL 0344                                   | Muza PNCD 653     |
| 1968 | Nie zakocham się - Wydawca: Pronit - Format: LP, CD, digital download                                       | Pronit XL 0487                                   | Muza PNCD 654     |
| 1969 | Koncert życzeń - Wydawca: Melodia Record - Format: LP                                                       | Melodia LPM 1037                                 | -                 |
| 1970 | U brzegów Candle Rock - Wydawca: Polskie Nagrania - Format: LP, CD, digital download                        | Muza XL 0640 / Muza SXL 0640                     | Muza PNCD 679     |
| 1972 | Sława Przybylska - Wydawca: Pronit, Stilon - Format: LP, MC, CD, digital download                           | Pronit XL 0897 / Pronit SXL 0897 / Stilon CK 081 | Muza PNCD 683     |
| 1973 | Jak za dawnych lat - Wydawca: Pronit, Stilon - Format: LP, MC, CD, digital download                         | Pronit SXL 0999 / Stilon CK 102                  | Muza PNCD 687     |
| 1979 | Związek przyjacielski - Wydawca: Pronit, Wifon - Format: LP, MC                                             | Pronit SLP 4011 / Wifon NK 551                   | -                 |
| 1992 | Minuty nadziei - Wydawca: Stebo - Format: MC                                                                | Stebo S 530/a                                    | -                 |
| 1992 | Rodzynki z migdałami - Wydawca: Stebo - Format: MC                                                          | Stebo S 530/b                                    | -                 |
| 1993 | Ałef-Bejs - Wydawca: Tonpress - Format: MC, CD, digital dowoland                                            | Tonpress TK 136                                  | Tonpress CD-T 030 |
| 2006 | W noc Betlejemską - Wydawca: Polskie Nagrania - Format: CD, digital dowoland                                | Muza PNCD 870                                    | -                 |
| 2006 | Modlitwy poetów - Wydawca: Polskie Nagrania - Format: CD                                                    | Muza PNCD 871                                    | -                 |
| 2015 | Mój Okudżawa - Wydawca: Agencja Artystyczna MTJ - Format: CD, digital dowoland                              | MTJ CD 11624                                     | -                 |
| 2017 | Pamiętasz... - Wydawca: Agencja Artystyczna MTJ - Format: CD, digital dowoland                              | MTJ CD 11182                                     | -                 |

## Albumy kompilacyjne
| Rok  | Dane dot. albumu                                                                       | Numer katalogowy                                    | Reedycja                        |
| ---- | -------------------------------------------------------------------------------------- | --------------------------------------------------- | ------------------------------- |
| 1963 | Sława Przybylska sings hits - Wydawca: Pronit - Format: LP, CD, digital dowoland       | Pronit XL 0207                                      | Muza PNCD 651                   |
| 1988 | Sława Przybylska śpiewa ulubione przeboje - Wydawca: Polskie Nagrania - Format: LP, MC | Muza SX 2641 / Muza CK 661                          | -                               |
| 1992 | Ballady i piosenki - Wydawca: Polskie Nagrania - Format: CD, MC                        | Muza PNCD 111 / Muza CK 1305                        | -                               |
| 1999 | Złote przeboje Wydawca: Andromeda Format: CD                                           | Andromeda CD 437                                    | -                               |
| 2001 | Żyje się raz - Wydawca: Polskie Nagrania - Format: CD                                  | Muza PNCD 534                                       | -                               |
| 2001 | Złota kolekcja: Pamiętasz była jesień - Wydawca: EMI Music Poland - Format: CD, MC     | Pomaton 7243 5 32038 2 5 / Pomaton 7243 5 32038 4 9 | Pomaton 7243 5 32038 2 5 (2016) |
| 2003 | Okularnicy - Wydawca: Polskie Nagrania - Format: CD                                    | Muza PNCD 745                                       | -                               |
| 2003 | Platynowa kolekcja: Złote przeboje - Wydawca: GM Records - Format: CD, MC              | PM 187-2 / PM 187-4                                 | -                               |
| 2005 | Od piosenki do piosenki - Wydawca: Polskie Nagrania - Format: CD                       | Muza PNCD 953                                       | -                               |
| 2006 | Platynowa kolekcja: Moje złote przeboje - Wydawca: MediaWay - Format: CD               | ?                                                   | -                               |
| 2009 | 40 piosenek Sławy Przybylskiej Wydawca: Polskie Nagrania Format: CD, digital dowoland  | Muza PNCD 1246                                      | -                               |
| 2011 | Słodkie fiołki Wydawca: Polskie Nagrania Format: CD                                    | Muza PNCD 1362                                      | -                               |
| 2019 | Damy Polskiej Piosenki: Sława Przybylska Wydawca: Agencja Artystyczna MTJ Format: CD   | ?                                                   | -                               |
| 2021 | Niezapomniane ballady nagrania z Chicago Wydawca: Teddy Records Format: CD             | TR CD 1124                                          | -                               |

## Minialbumy
| Rok  | Dane dot. albumu | Numer katalogowy            | Reedycja       |
| ---- | --- | --------------------------- | -------------- |
| 1958 | Sława Przybylska i Chór Czejanda - Wydawca: Polskie Nagrania, Pronit - Format: EP Strona a: 1. Pucybut z Rio (Henryk Jabłoński - Jacek Kasprowy) 2. Cyrk jedzie (Witold Lutosławski pseud. Derwid - Tadeusz Urgacz) Strona b: 1. San Domingo (Romuald Żyliński - Kazimierz Winkler) 2. Daleka podróż (Witold Lutosławski pseud. Derwid - Tadeusz Urgacz, Mirosław Łebkowski)                            | Muza N 0070 / Pronit N 0070 | -              |
| 1958 | Sława Przybylska - Wydawca: Polskie Nagrania, Pronit - Format: EP Strona a: 1. Piosenka o podanej ręce (Jerzy Abratowski - Jan Gałkowski) 2. Zagubione miasteczko (Stanisław Gajdeczka - Bogusław Choiński, Jan Gałkowski) Strona b: 1. Jarzębina czerwona (Jewgienij Rodygin - Anna Jakowska) 2. Samotna harmonia (Boris Mokrousow - Robert Stiller)                                                   | Muza N 0097 / Pronit N 0097 | Pronit EN 0023 |
| 1960 | Sława Przybylska - Wydawca: Polskie Nagrania, Pronit - Format: EP, digital download Strona a: 1. Na Francuskiej (Ryszard Sielicki - Bogusław Choiński, Jan Gałkowski) 2. Pusta droga (Hanna Skalska - Kazimierz Szemioth) Strona b: 1. Kiedy kwitną czereśnie (Jerzy Gert - Tadeusz Śliwiak) 2. Krakowska kwiaciarka (Jerzy Gert - Tadeusz Śliwiak)                                                     |                             |                |
| 1961 | Śpiewa Sława Przybylska - Wydawca: Veriton - Format: EP Strona a: 1. Siedem strun (Jerzy Gert - Roman Sadowski) 2. Nie mów mi nic (Jerzy Gert - Tadeusz Śliwiak) Strona b: 1. Tak mało cię znam (Władysław Szpilman - Jerzy Jurandot) 2. Kuglarze (Henryk Klejne - Tadeusz Urgacz) | Veriton 270                 | -              |
| 1961 | Sława Przybylska - Wydawca: Polskie Nagrania - Format: EP Strona a: 1. Dolores (Hubert Giraud - Ola Obarska) 2. Kto zna step szeroki (Arno Babadżanian - Lucjan Kaszem) Strona b: 1. Nie mów mi nic (Jerzy Gert - Tadeusz Śliwiak) 2. Piosenka o wiec (Lucjan Marian Kaszycki - Ludwik Jerzy Kern) | Muza N 0165                 | -              |
| 1963 | Jeśli chcesz proszę wstąp - Wydawca: Polskie Nagrania - Format: EP Strona a: 1. Jeśli chcesz, proszę wstąp (Jerzy Kaszycki - Tadeusz Śliwiak) 2. Więdną, Tsu-Tsu-Dżi (Tadashi Yoshida - Anna Gostyńska, Juliusz Głowacki) Strona b: 1. Białe noce (Georgij Portnow - Ola Obarska) 2. Chica - Helka (Zbigniew Ciechan - Edmund Polak)                                                                    | Muza N 0278                 | -              |
| 1967 | Sława Przybylska - Wydawca: Pronit - Format: EP Strona a: 1. Słodkie fiołki (trad - Bogusław Choiński, Marek Dagnan) 2. Jak dobrze z balladą wędrować (Edward Pałłasz - Maria Terlikowska) Strona b: 1. Pod niebem Valparaiso (Ryszard Sielicki - Stanisław Werner) 2. Nie dotykaj gwiazd (Jerzy Woy-Wojciechowski - Krystyna Żywulska)                                                                 | Pronit N 0495               | -              |
| 1967 | Sława Przybylska - Wydawca: Pronit - Format: EP, digital download Strona a: 1. Zielone liście drzew (Edward Pałłasz - Andrzej Bianusz) 2. Zanim wróci wiatr (Włodzimierz Kruszyński - Aleksander Kamil, Andrzej Dołęgowski) Strona b: 1. Stara ballada (Leszek Bogdanowicz - Aleksander Maliszewski) 2. Wierzysz? Nie wierzysz? (Arkadij Ostrowski - Ola Obarska)                                       | Pronit N 0505               | -              |
| 1968 | Sława Przybylska - Wydawca: Pronit - Format: EP, digital download Strona a: 1. Słowo daję, że nie (Jacek Szczygieł - Ola Obarska) 2. Słońce zgaśnie (Hans Couter - Wanda Sieradzka) Strona b: 1. W dziką jabłoń cię zaklęłam (Adam Sławiński - Agnieszka Osiecka) 2. Niby miłość (Jacek Szczygieł - Andrzej Bianusz)                                                                                    | Pronit N 0528               | -              |
| 1970 | Слава Пшибыльска (Sława Przybylska) - Wydawca: Miełodija - Format: EP Strona a: 1. Melodia mojego miasta [Мелодия Моего Города](Adam Skorupka - Irena Solińska) 2. Żyję się raz [Живешь Один Раз] (Adam Markiewicz - Krystyna Żywulska) Strona b: 1. Słodkie fiołki [Сладкие Фиалки] (trad. - Bogusław Choiński, Marek Dagnan) 2. Miasteczko ze snów [Городок Из Сна] (Piotr Leśnica - Zbigniew Zapert) | Д-00027567                  | -              |
| 2023 | Tańcząca brzoza - Wydawca: - - Format: CD (EP), digital download Lista utworów: 1. Tańcząca brzoza (Janusz Tylman - Jacek Bursztynowicz) 2. Jeruzalem (Janusz Tylman - Maria Konopnicka) 3. Nie zabierajcie chłopców na wojnę (Janusz Tylman - Urszula Kozioł) 4. To wszystko z nudów (Lucjan Marian Kaszycki - Agnieszka Osiecka) 5. Przyjechałam powtórzyć jesień (Janusz Tylman - Jacek Cygan)       | -                           | -              |

## Single
| Rok  | Dane dot. albumu | Numer katalogowy |
| ---- | --- | ---------------- |
| 1961 | Sława Przybylska - Wydawca: Polskie Nagrania - Format: SP Strona a: 1. Kuglarze (Henryk Klejne - Tadeusz Urgacz) Strona b: 1. Stary cylinder (Marek Sart - Kazimierz Winkler)                                                        | Muza SP 6        |
| 1961 | Sława Przybylska - Wydawca: Pronit - Format: SP Strona a: 1. Na Francuskiej (Ryszard Sielicki - Bogusław Choiński, Jan Gałkowski) Strona b: 1. Tak mało cię znam (Władysław Szpilman - Jerzy Jurandot)                               | Pronit SP 38     |
| 1961 | Sława Przybylska - Wydawca: Pronit - Format: SP Strona a: 1. Nie mów mi nic (Jerzy Gert - Tadeusz Śliwiak) Strona b: 1. Straciłam twe serce (Władysław Szpilman - Henryk Herold)                                                     | Muza SP 39       |
| 1963 | Sława Przybylska - Wydawca: Pronit - Format: SP Strona a: 1. Tbiliso (Revaz Łagidze - Ola Obarska) Strona b: 1. Noc wie o wszystkim (Jerzy Gert - Tadeusz Śliwiak)                                                                   | Pronit SP 81     |
| 1966 | Sława Przybylska - Wydawca: Polskie Nagrania - Format: SP Strona a: 1. Gdzie są kwiaty (Pete Seeger - Wanda Sieradzka) Strona b: 1. Winna była mama (Allan Roberts, Doris Fisher - Lucjan Kydryński)                                 | Muza SP 153      |
| 1966 | Sława Przybylska - Wydawca: Pronit - Format: SP Strona a: 1. Melodia mojego miasta (Adam Skorupka - Irena Solińska) Strona b: 1. Ballada o Suliko (trad. - Wanda Sieradzka)                                                          | Pronit SP 159    |
| 1966 | Sława Przybylska - Wydawca: Pronit - Format: SP Strona a: 1. Powiedziała mama (Ryszard Wrzaskała - Ola Obarska) Strona b: 1. Żyje się raz (Adam Markiewicz - Krystyna Żywulska)                                                      | Pronit SP 167    |
| 1967 | Sława Przybylska - Wydawca: Pronit - Format: SP Strona a: 1. Pamiętasz była jesień (Lucjan Marian Kaszycki - Ryszard Pluciński, Andrzej Czekalski) Strona b: 1. Na Francuskiej (Ryszard Sielicki - Bogusław Choiński, Jan Gałkowski) | Pronit SP 195    |
| 1967 | Sława Przybylska - Wydawca: Pronit - Format: SP Strona a: 1. Tango bolero (Juan Llossas - Andrzej Włast) Strona b: 1. Malaguena (Elpidio Ramirez - Ola Obarska)                                                                      | Pronit SP 196    |
| 1967 | Sława Przybylska - Wydawca: Pronit - Format: SP Strona a: 1. Już nigdy (Jerzy Petersburski - Andrzej Włast) Strona b: 1. Gorącą nocą (Ryszard Sielicki - Mirosław Łebkowski, Helena Kołaczkowska)                                    | Pronit SP 197    |
| 1968 | Sława Przybylska - Wydawca: Pronit - Format: SP Strona a: 1. Słodkie fiołki (trad. - Bogusław Choiński, Marek Dagnan) Strona b: 1. Nikt nie dowie się nic (Oskar Felcman - Ola Obarska)                                              | Pronit SP 219    |
| 1968 | Sława Przybylska - Wydawca: Polskie Nagrania - Format: SP Strona a: 1. Miasteczko ze snów (Piotr Leśnica - Zbigniew Zapert) Strona b: 1. Cyganicha (Bogusław Klimczuk - Andrzej Bianusz)                                             | Muza SP 220      |
| 1968 | Sława Przybylska - Wydawca: Pronit - Format: SP Strona a: 1. Nie dotykaj gwiazd (Jerzy Woy-Wojciechowski - Krystyna Żywulska) Strona b: 1. Pod niebem Valparaiso (Ryszard Sielicki - Stanisław Werner)                               | Pronit SP 221    |
| 1968 | Sława Przybylska - Wydawca: Pronit - Format: SP Strona a: 1. Taka jestem zakochana (Jacek Szczygieł - Krystyna Żywulska) Strona b: 1. Słowo daję, że nie (Jacek Szczygieł - Ola Obarska)                                             | Muza SP 232      |
| 2023 | Tańcząca brzoza - Wydawca: - - Format: digital download Autorzy: - Muzyka: Janusz Tylman - Słowa: Jacek Bursztynowicz | -                |
| 2024 | Tam w ogrodach (duet z Michałem Wiśniewskim) - Wydawca: Michał Wiśniewski - Format: digital download Autorzy: - Muzyka: Andrzej Wawrzyniak - Słowa: Andrzej Wawrzyniak                                                               | -                |

## Pocztówki dźwiękowe
| Rok  | Dane dot. albmu | Numer katalogowy |
| ---- | --- | ---------------- |
| 1960 | Sława Przybylska - Wydawca: Pronit - Format: pocztówka dźwiękowa Lista utworów: 1. Na Francuskiej (Ryszard Sielicki - Bogusław Choiński, Jan Gałkowski)                                                                                        | Pronit KP 1      |
| 1970 | Sława Przybylska - Wydawca: PWP Ruch - Format: pocztówka dźwiękowa Lista utworów: 1. Przeciąga kawaleria (Władimir Szaiński - Bogusław Choiński, Marek Dagnan)                                                                                 | PWP Ruch R 0195  |
| 1970 | Sława Przybylska - Wydawca: PWP Ruch - Format: pocztówka dźwiękowa Lista utworów: 1. Przeciąga kawaleria (Władimir Szaiński - Bogusław Choiński, Marek Dagnan)                                                                                 | PWP Ruch R 0195a |
| 1970 | Sława Przybylska - Wydawca: PWP Ruch - Format: pocztówka dźwiękowa Lista utworów: 1. Ballada pięknej płatnerki (Edward Pałłasz - Tadeusz Boy-Żeleński)                                                                                         | PWP Ruch R 0202  |
| 1970 | Sława Przybylska - Wydawca: PWP Ruch - Format: pocztówka dźwiękowa Lista utworów: 1. Czarne maki (Stefan Musiałowski - Bogusław Choiński, Marek Dagnan)                                                                                        | PWP Ruch R 0203  |
| 1971 | Sława Przybylska - Wydawca: PWP Ruch - Format: pocztówka dźwiękowa Lista utworów: 1. Tulić, nie tulić (Andrzej Sobieski - Agnieszka Osiecka)                                                                                                   | PWP Ruch R 0230  |
| 1971 | Sława Przybylska - Wydawca: PWP Ruch - Format: pocztówka dźwiękowa Lista utworów: 1. Czarny kot (Bułat Okudżawa - Bułat Okudżawa) | PWP Ruch R 0231  |
| 1971 | Sława Przybylska - Wydawca: PWP Ruch - Format: pocztówka dźwiękowa Lista utworów: 1. Jak zostanę wielką panią (trad. - Jerzy Ficowski) | PWP Ruch R 0241  |
| 1975 | Sława Przybylska i Wojciech Siemion - Wydawca: KAW - Format: pocztówka dźwiękowa Lista utworów: 1. Piosenka o piechocie (Bułat Okudżawa - Bułat Okudżawa) 2. Ostatni trolejbus (Bułat Okudżawa - Bułat Okudżawa) [duet z Wojciechem Siemionem] | KAW R 0340-II    |
| 1975 | Sława Przybylska - Wydawca: KAW - Format: pocztówka dźwiękowa Lista utworów: 1. François Villon (Bułat Okudżawa - Bułat Okudżawa) 2. Krople króla duńskiego (Bułat Okudżawa - Bułat Okudżawa)                                                  | KAW R 0349-II    |
| 1975 | Sława Przybylska - Wydawca: KAW - Format: pocztówka dźwiękowa Lista utworów: 1. Ach panie, panowie (Bułat Okudżawa - Agnieszka Osiecka) 2. Trzy miłości (Bułat Okudżawa - Wojciech Młynarski)                                                  | KAW R 0350-II    |
| 1975 | Sława Przybylska - Wydawca: Tonpress - Format: pocztówka dźwiękowa Lista utworów: 1. Twoje dziedzictwo (Filip Nowak - Jadwiga Urbanowicz) | Tonpress R/a-52a |
| 1978 | Sława Przybylska - Wydawca: Tonpress - Format: pocztówka dźwiękowa Lista utworów: 1. Zielona rzeka (Tadeusz Woźniakowski - Anna Warecka) | Tonpress R 0803  |

## Płyty szelakowe
| Rok  | Dane dot. albumu | Numer katalogowy        |
| ---- | --- | ----------------------- |
| 1958 | Sława Przybylska - Wydawca: Polskie Nagrania, Pronit - Format: płyta szelakowa 78 obr./min Strona a: 1. Pamiętasz była jesień (Lucjan Marian Kaszycki - Ryszard Pluciński, Andrzej Czekalski) Strona b: 1. Znów opadł liść (Ryszard Sielicki - Roman Sadowski) | Muza 3316 / Pronit 3316 |
| 1960 | Sława Przybylska - Wydawca: Polskie Nagrania - Format: płyta szelakowa 78 obr./min Strona a: 1. Tak mało cię znam (Władysław Szpilman - Jerzy Jurandot) Strona b: 1. Straciłam twe serce (Władysław Szpilman - Henryk Herold)                                  | Muza 3330               |
| 1960 | Sława Przybylska - Wydawca: Polskie Nagrania, Pronit - Format: płyta szelakowa 78 obr./min Strona a: 1. Na Francuskiej (Ryszard Sielicki - Bogusław Choiński, Jan Gałkowski) Strona b: 1. Kiedy kwitną czereśnie (Jerzy Gert - Tadeusz Śliwiak)                | Muza 3345 / Pronit 3345 |